# Santa Cruz de Moncayo
Santa Cruz de Moncayo – gmina w Hiszpanii, w prowincji Saragossa, w Aragonii, o powierzchni 3,97 km². W 2011 roku gmina liczyła 133 mieszkańców.